# Flathead

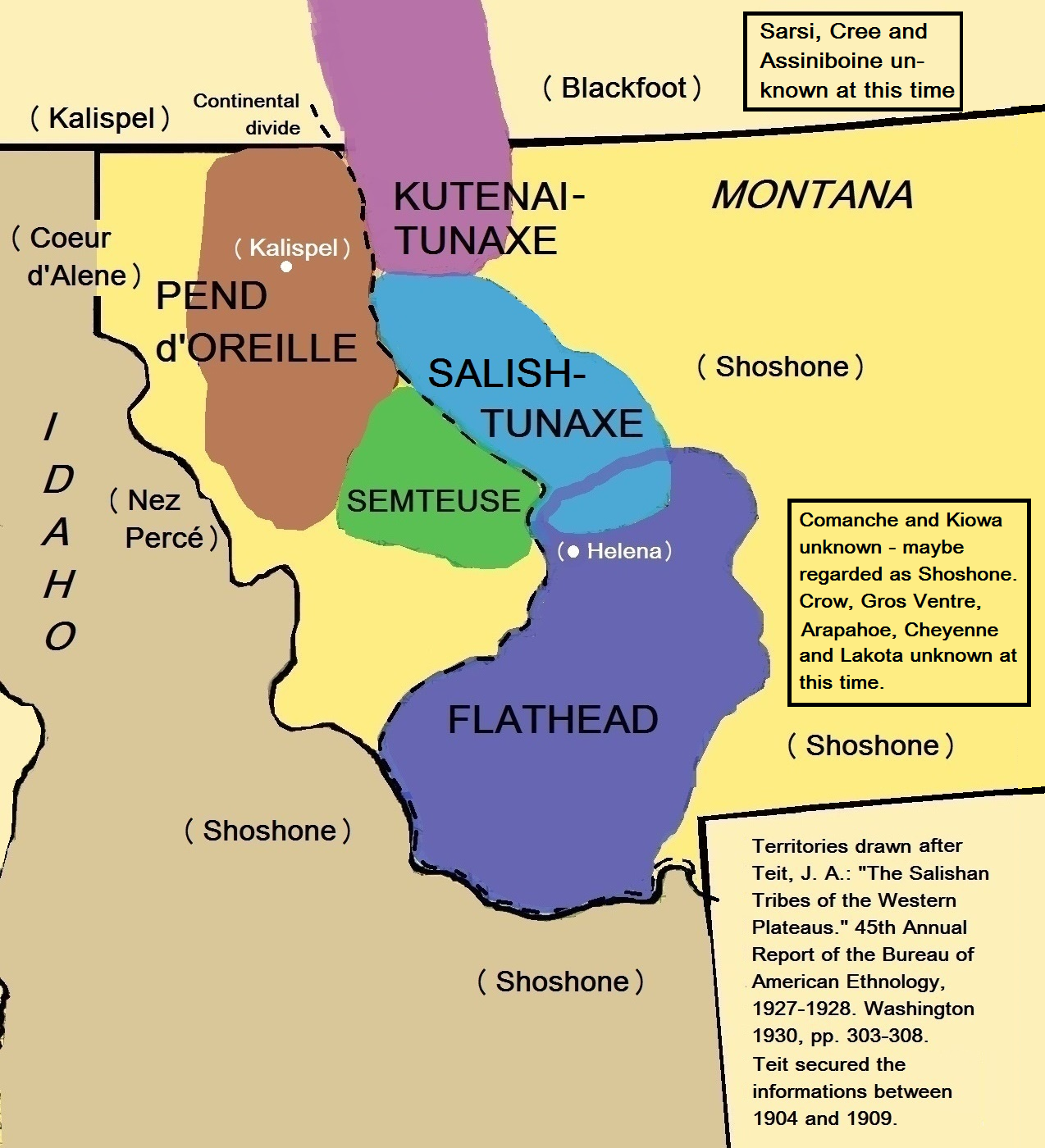
Territorier för Salis (Flathead), Salish-Tunaxe, Kootenai-Tunaxe, Pend d'Oreille och Semteuse (1700?).

Konfedererade Salis- och Kootenai-stammar av Flathead Nation är en federalt erkänd stam i den amerikanska delstaten Montana. Reservatet bebos av de konfedererade Salis- och Kootenai-stammarna i Flatheadreservatet, vars egentliga namn är Montana Salish: Séliš u Ql̓ispé, Kutenai: k̓upawiȼq̓nuk.

## De äldsta spåren av Flatheads
Flatheads eller Salisfolk bodde när de först blev kända av européerna strax öster om Continental Divide och etablerade sin huvudbosättning nära den östra sluttningen av Klippiga bergen. Ibland begav sig jaktsällskapen väster om Continental Divide men aldrig väster om Bitterroot Range. Den östligaste delen av deras förfäders jaktmarker var Gallatin Range, Crazy Mountain och Little Belt Ranges.

### Tidigare bosättningsområde
Flathead och Pend d'Oreille är båda överens om att Flathead en gång ockuperade ett stort territorium på slätterna öster om Klippiga bergen. Detta hemland omfattade de nuvarande områdena Broadwater, Jefferson, Deer Lodge, Silver Bow, Madison, Gallatin, Meagher och Park. Enligt James A. Teit började de använda hästar ungefär år 1600 vilket troligen är minst 100 år för tidigt. De yttersta östra och södra delarna av området kan i viss utsträckning ha varit neutral mark. Området öster om Bridger Ranges utnyttjades inte mycket före introduktionen av hästen.

### Halvnomadiskt liv
År 1780 uppskattades Salisstammens befolkning till 600 personer vilket inte innefattar de andra stammarna. I början av 1800-talet levde stammen ett halvnomadiskt liv med jakt av främst buffel och  insamling vilda växter, främst lökar av Camas (Camassia quamash), som de drog upp med pinnar. De levde i fred med de andra stammarna i området utom svartfötterna. De hade råkat i konflikt med dem, troligen då stammen flyttat öster om Klippiga bergen på 1700-talet. Svartfötterna  drev dem från slätterna tillbaka till västra Montana bortom bergen. enligt andra källor var flytten resultatet av en smittkoppsepidemi. I bergsområdet bosatte sig stammen i Bitterroot Valley. År 1805 mötte deras hövding Cheleskayimi (Tre örnar) Meriwether Lewis och William Clarks expedition. I expeditionens dagböcker noterades att Flatheadstammen bodde i mer än 450 hyddor och hade omkring 500 hästar.
Flathead hade som grannar folken Pend d'Oreille, också en Salisstam, som höll till väster om Klippiga bergen och behärskade  territoriet runt Flathead Lake, samt Salis-Tunaxe som bodde i nordväst och norr. Det fanns ingen skarp gräns mellan stamområdena, och människorna i gränszonen gifte sig ofta med varandra. Längre norrut bodde Kootenai-Tunaxe. Öster om dem bodde salisanstammarnas gemensamma fiende, Svartfötterna och söder om dem innehade Semteuse ett relativt litet område. Shoshoner bodde runt Flatheads i sydväst, söder och öster. Under den här tiden var Assiniboiner, Kråkfolk, Gros Ventres, Arapaho, Cheyenner och Sioux okända, för de hade ingen kontakt med salisstammar, utan bodde fortfarande långt österut. Det verkar som om Salisfolken inte kände till Comancher och Kiowa vid denna tid. De kan ha betraktats som band av Shoshoner. Stammen bestod enligt James A. Teit av minst fyra olika delar. De hade sina olika vinterkvarter nära nuvarande Helena, nära Butte, öster om Butte och i Big Hole Valley.

### Hästar förändrar livet för Salisfolken
När stammen fick tillgång till hästar från Shoshoner förändrades deras liv. De lyckades inte helt ta över hästarnas uppfödning från slättindianerna. När de bara hade hundar hade salisfolken inte ägnat särskild uppmärksamhet åt bisonjakt, utan de hade jagat bison precis som rådjur, hjortar och älg. Användandet av hästen gjorde det möjligt att lättare jaga bison. Cheleskayimis berättade att hans far, Big Hawk, dödades under en bisonjakt. Efter jakten kunde bisonkött och hudar lätt bäras av packhästar. Allt annat villebråd förlorade då i betydelse. Innan hästarna hade salisfolken bott i koniska hyddor täckta med två till fyra lager flätade mattor, beroende på årstid.  Tipis ersatte snart de gamla bostäderna. Istället för råhudspåsar i många olika former och storlekar, började kvinnorna göra "parflecher", råhudsbehållare, som målades i vackra mönster.
Men konkurrensen om området ökade och befolkningen tvingades snart väster om vattendelaren. Mellan 1700 och 1750 drevs de tillbaka av icke beridna svartfotskrigare som hade beväpnat sig med skjutvapen. Till sist pressades de ut ur området på slätterna med bison och väster om Nordamerikanska vattendelaren tillsammans med Kootenai-Tunaxe.Stammen tvingades att upprätta en buffertzon mellan salisfolken som bodde i skydda av bergen i väster och de nomadiska ryttarna på prärien i öster. Grupperna Salis-Tunaxe och Semteuse utrotades nästan i krig med svartfötterna  och salisstammarna reducerades sedan ytterligare av smittkoppsepidemier. Några av de överlevande semteuserna och tunaxe tog sin tillflykt till andra salisfolk. Efter den nära utrotningen av Salish-Tunaxe, flyttade Salisfolket sina jaktmarker norrut mot Sun River. 

## Historia

### Kontakten med vita
Flatheads bodde mellan Cascade Range och Klippiga bergen. Den första skriftliga uppteckningen av stammarna är antingen från deras möte med trappern Andrew Garcia, upptäcktsresanden David Thompson eller Lewis och Clarks expedition 4 september 1805. Lewis och Clark kom dit och frågade efter hästar vilket de fick köpa. men de åt senare till slut upp hästarna på grund av svält. Stammen kontakter med vita ökade snabbt under tidigt 1800-tal främst med etablerade handelsstationer. Det gjorde stammen till handelsmän. De sålde skinn till jaktstationerna. Deras handelsbas var Saleesh House, som senare ersattes av Flathead Post. Konkurrensen mellan brittiska köpmän och amerikaner gjorde att dessa försöklte hindra Salis från att handla med amerikaner som kom från öster. Vita varor som eftertraktades var skjutvapen, stålknivar, metallfällor för jakt och husgeråd som metallgrytor och tyger. Stammen fortsatte under första halvan sav 1800-talet sitt traditionella liv med att leva på rötter, nötter och bär kompletterat med jakt på hjortdjur och fiske då de levde i bergsområdet främst i Bitterrot valley. Den årliga bisonjakten till slätterna på senhösten försedda stammen med torkat kött för vinterbehovet men också med buffelhudar för varma kläder och för att täcka sina tipis med hudar. Men samtidigt ökade antalet vita nybyggare i området och salisfolkens beroende av de vita handelsmännen och de katolska missionärerna ökade. Stamorganisationen och hövdingarnas ställning i stammen började undergrävas.

### Kristen mission
Några Irokeser kom till stammen österifrån, men av en helt annan anledning än handel. Shinig Shirt kan ha varit en av dessa irokeser, som anlände på 1700-talet och verkade som förkunnare av kristna idéer inom Flatheadstammen, Detta var tidigt tydligen innan Flatheads hade tillgång till hästar. Andra irokeser följde efter och underrättade Flatheads om att vita män, munkar klädda i svart hade anlänt till Amerika. Irokeserna stannade kvar hos stammen eftersom de efter 1815 inte ville återvända hem och bli anklagade för att vara brittiska spioner. Under ledning av gamle Ignace La Mousse, anlände 1820 en grupp på två dussin irokeser till Flatheadstammen och de utövade senare ett inflytande för kristen tro. På 1830-talet, under ledning av dessa irokeser, som då var fast assimilerade i Flatheadstammen, reste fyra delegationer till Saint-Louis i  Missouri i avsikt att fortsätta med kristnandet av stammen. De begärde att missionärer eller som de uttryckte sig "Black Robes" skulle skickas till stammen. Deras begäran beviljades slutligen, och ett antal missionärer, inklusive Pierre-Jean De Smet, skickades så småningom. Flathead förekommer därför i den romersk-katolska kyrkans register i St. Louis. Pierre-Jean De Smet, en jesuit, anslöt sig till stammen 1841 och etablerade en missionsstation St. Mary's Mission i Bitterroot Valley. Jesuiterna försökte förutom att göra Flatheads kristna också att göra dem till bönder. 
De kristnade också stammens fiender svartfötterna. Flatheadstammen såg missionärernas religion som ett skydd mot deras fiender och blev upprörda eftersom trots religionen genomförde svartfötterna under 1850-talet stora attacker väster om Klippiga bergen. Befolkningen i stammen minskade till bara omkring 400 personer.
Stammarna förhandlade fram Hellgate-fördraget med USA 1855. Allvarliga översättningsproblem ledde till stora svårgheter i förhandlingarna av fördraget. En jesuitisk observatör, Adrian Hoecken, sa att översättningarna var så dåliga att inte en tiondel av det som sades förstods av någon sida. Men liksom i mötet med Lewis och Clark under 1800-talets början, orsakades den dåliga kommunikationen av genomgripande tvärkulturella orsaker som var ännu djupare än problem med språk och översättning. Stamfolken kom till mötet med förutsättningen att de skulle formalisera en redan erkänd vänskap. De vita kom med målsättningen att göra officiella anspråk på ursprungsfolkens områden och resurser. Isaac Stevens, den nya guvernören och föreståndaren för indianska angelägenheter inom Washington-territoriet, var inriktad på att få till stånd en överlåtelse av Bitterroot Valley från Salisfolken. Många vita var väl medvetna om dalens stora potentiella värde för jordbruk och dess tempererade klimat under vintern. På grund av motståndet från hövdingen Victor (Många hästar), införde Stevens ett komplicerat, och utan tvivel dåligt översatt språk i fördraget, som definierade Bitterroot Valley söder om Lolo Creek som en villkorlig reservation för Salisfiolklet. Hövdingen Victor satte sitt X-märke på dokumentet, övertygad om att avtalet inte skulle kräva att hans folk skulle lämna sitt hemland. Ingen annan information kom från regeringen under de kommande femton åren, så salis antog att de verkligen skulle stanna i sin Bitterroot Valley för alltid.
Efter guldrushen 1864 i det nyinrättade Montana-territoriet intensifierades trycket på Salis från både illegala bosättare i området och regeringstjänstemän. 1870 dog Victor, och han efterträddes som hövding av sin son, Charlot (alias Charlo, Claw of the Little Grizzly). Liksom sin far höll Charlot fast vid en politik av motstånd med ickevåld. Han insisterade på sitt folks rätt att stanna kvar i Bitterrot Valley. Men Montanaterritoriets medborgare och tjänstemän trodde att den nya hövdingen kunde pressas till att kapitulera. 1871 lobbade de framgångsrikt hos president Ulysses S. Grant och förklarade att den undersökning som fördraget krävde hade genomförts och att den resulterat i att Jocko-reservatet (Flathead) var bättre anpassat till Salisstammens behov än Bitterrot Valley. Grants verkställande order gjorde att kongressen skickade en delegation, ledd av James Garfield, för att göra överenskommelser med stammen för deras flyttning. Charlot ignorerade deras krav och till och med deras hot om blodsutgjutelse. Han vägrade att underteckna något avtal om att lämna sitt område. Amerikanska tjänstemän förfalskade sedan helt enkelt Charlots "X" på den officiella kopian av avtalet. Det förfalskade avtalet skickades sedan till senaten för ratificering.

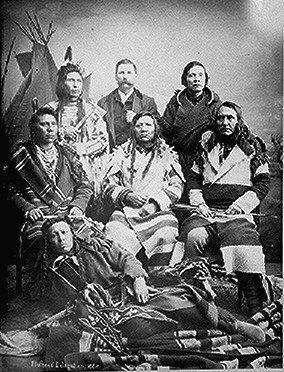
Flathead delegation med sex män och en tolk 1884.Fotograf Charles Milton Bell (1848 - 1893), som var officiell porträttfotograf för delegationer i Washington D.C.

Med tiden blev den verkliga anledningen till fördraget i Hellgate tydlig för Salish- och Pend d'Oreille-folket. Enligt villkoren som anges i det skriftliga dokumentet avstod stammarna till USA mer än tjugo miljoner acres (81 000 km²) mark och de tilldelades ett reservat på omkring 1,3 miljoner acres (5300 km²), som bildade Flathead Indian Reservation. Förhållandena hade blivit outhärdliga för Salis i Bitter Root Valley i slutet av 1880-talet. Missoula och Bitter Root Valley Railroad byggdes rakt genom stammens landområden, utan tillstånd från de infödda och utan ersättning. Charlot undertecknade slutligen ett avtal om att lämna Bitterroot Valley i november 1889. Kongressen var inaktiv vilket försenade flytten i ytterligare två år. Enligt observatörer led stammen då av direkt svält. I oktober 1891 åtföljde en kontingent trupper från Fort Missoula Charlot och Salisfolket ut ur Bitterrootdalen de dryga 90 km till Flathead Reservation.

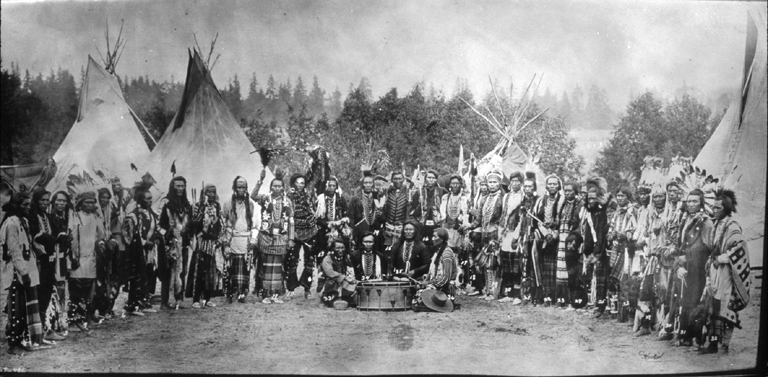
Salis män den 4 Juli 1903 stående vid tipis nära St. Ignatius Mission, på Flathead Reservatet, Montana.

De tre huvudstammarna som flyttades till reservatet var Bitterroot Salis, Pend d'Oreille och Kootenai. Stammarna Bitterroot Salish och Pend d'Oreille talade dialekter av samma salishspråk. En tvist om jakt utanför reservatet mellan ett band av Pend d'Oreilles och delstaten Montanas avdelning för fiske- och viltfrågor resulterade i Swan Valley-massakern 1908. Fastän stammens reservat var uppsatt för uppsägning 1953 under kammarens resolution 108 i USA:s federala politik att upphäva indianreservat, kunde de tre Flathead-stammarna i kongressutfrågningar 1954 motsätta sig regeringens planer på att avsluta deras rättigheter som stam. År 2021 fick de konfedererade Salish- och Kootenai-stammarna åter bison till sina marker.

## Demografi och politik
Stammen hade cirka 6 800 medlemmar varav cirka 4 000 stammedlemmar bodde i Flathead-reservatet 2013, och 2 800 stammedlemmar som levde utanför reservatet. Befolkningens dominerande religion är romersk katolicism. 1 100 indianer från andra stammar och mer än 10 000 icke-indianer bor också på reservatets mark. Som den första gruppen att organisera en stamregering enligt 1934 års lag om organisation av indianreservat, styrs de tre stammarna av ett stamråd. Stamrådet har tio medlemmar, och rådet väljer inom sig en ordförande, vice ordförande, sekreterare och kassör. Stamregeringen erbjuder ett antal tjänster till stammedlemmar och är den största arbetsgivaren i reservatet. Stammarna driver ett högskola, Salish Kootenai College, och ett  museum för kulturarvet som kallas The People's Center i Pablo, som är säte för stamregeringen.

## Ekonomi

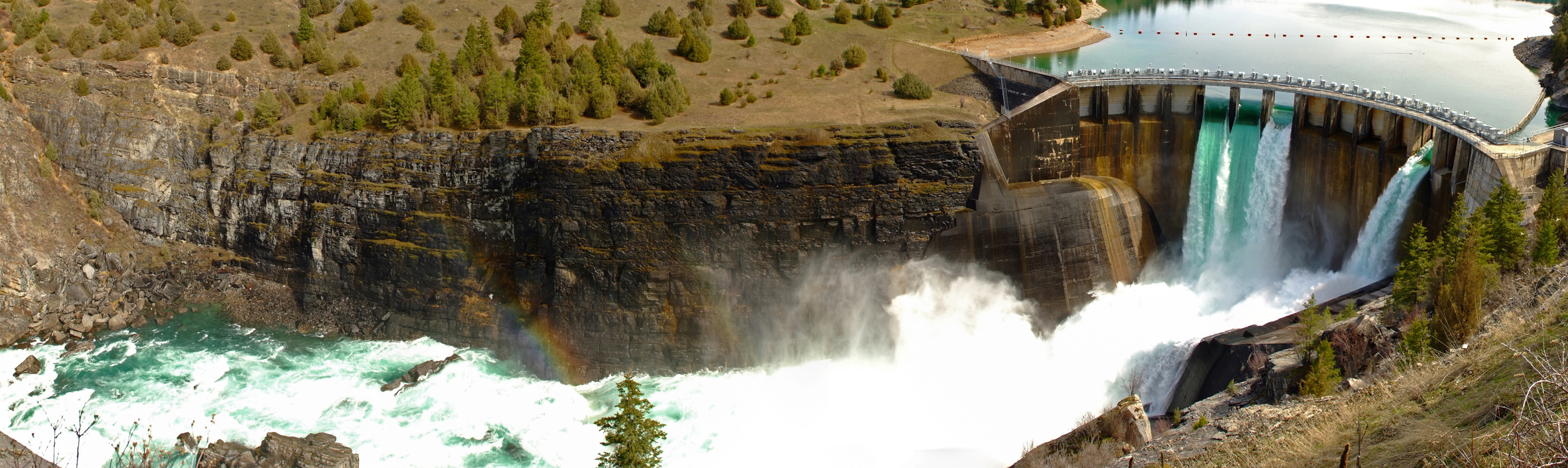
Vattenkraftsdamm Séliš Ksanka Ql’ispé Dam at Polson,(tidigare Kerr Dam) drivs av Confederated Salish and Kootenai Tribes of the Flathead Nation i Montana

De tre stammarna är den största arbetsgivaren i reservatet. 2011 stod de för 65 % av alla jobb. Stammarna äger och driver tillsammans en vattenkraftsdamm, kallad Séliš Ksanka Ql'ispé Dam (tidigare känd som Kerr Dam). De är den första ursprungsnationen i USA som äger en vattenkraftsdamm. De driver också den lokala elleverantören Mission Valley Power, samt företaget S&K Electronics (grundat 1984), och det internationellt verksamma S&K Technologies (grundat 1999). Andra stamföretag är KwaTaqNuk Resort & Casino i Polson som county säte i Lake County och det mest folkrika samhället på reservatet och Grey Wolf Peak Casino i Evaro, Montana.